# Саадити
Саадійська династія (араб. السعديون, as-Saʿdiyyūn) — мусульманська арабська династія, що правила Марокканським султанатом у 1549—1659 роках. За переказами походила від самого пророка Мухаммада. Заснована шейхом Мухаммадом з роду Сааді, який повалив марокканську династію Ваттасидів. Султани-Саадити зуміли відбити експансію Португалії, Кастилії та Османської імперії, що зазіхали на їх землі. Найбільшого піднесення султанат досяг в роки панування Ахмада аль-Мансура, завоювання якого заклали основу новітньої ідеї Великого Марокко. На початку XVII ст. почався занепад держави, викликаний внутрішньою боротьбою за владою. 1659 року Саадитів повалила династія Алауїтів.

## Назва
- Сааді (араб. السعديون, as-Saʿdiyyūn)
- Саадійська династія[2]
- Саадити

## Історія

### Заснування
Родоначальником Саадітів вважається Мухаммед ан-нафс аз-Закії з Ямбу. Останній начебто був онуком імама Хасана, онука Мухаммада. Завдяки цьому Саадити відносили себе до шаріфів, тому їх династія іноді називається Династією шаріфів. Цим Саадити на майбутнє обґрунтували своє можливе захоплення влади. За легендою вони прибули до Магрибу з Аравії у XII ст. на запрошення марокканських прочан, з тим, щоб їх благодать дивним чином припинила звичайні для Присахар'я посухи. Протягом століть Саадиди вели на півдні країни непомітне життя вчених-алімів, а в XV столітті заснували свою духовну обитель (заєйю).
На початку XVI століття вони володарювали в Тагмадерті в долині річки Дра. Їх родовою фортецею вважається ксар Тідзу, що в 10 км на північ від Загори. Політичні противники Саадітов заперечували їх походження від імама Хасана і зводили їх рід до годувальниці Мухаммеда, Халиме бінт Абі Зу'айб.
На початку XVI ст. португальські та іспанські війська захопили значні землі на узбережжі Марокко. B умовах постійного династичного конфлікту і військового безсилля Ваттасидів, султанів Марокко, араби і бербери Марокко не змирилися з посиленням європейців в Північній Африці. Населення активно, хоча і безладно протистояло іспано-португальському засиллю на узбережжі. Шейхи мусульманських містичних братств і марабути додали обриси справжньої «священної війни» (джихаду). Водночас посилили свій вплив в Марокко й шаріфи Саадити.
Мухаммед ібн Абд ap-Рахман в 1511 році захопив регіон Сус, а потім розпочав облогу португальського форту Санта-Крус (Агадір). Втім бойові дії виявилися невдалими, а у 1517 році шаріф Мухаммад загинув. Це змусила зосередити зусилля його синів Ахмеда аль-Араджі (Кульгавого) і Мухаммеда аль-Амгара (вождя) на зміцненні своїх позицій в південних районах Марокко. Лише у 1525 році Саадити приєднали до своїх володінь з південь Марокко з Марракешем. У 1527 році ці завоювання було визнано Ваттасидами за Тадланською угодою.
Слідом за цим було кинуто виклик султанату Ваттасидів. разом з тим війська Саадитів у 1541 році здійснили нову облогу Санта-Круса, яка завершилася успішно. Незабаром португальцям довелося залишити також Сафі і Аземмур. Успіх Саадидів був зумовлений їх військовим талантом та слабкістю постачання португальських залог. Крім того, шаріфів енергійно підтримали англійські і голландські купці, які охоче постачали супротивникам Португалії зброю за вигідною ціною.
Втім наступ на північ застумався через чвари між Саадитами. У 1544 році перемогу здобув Мухаммед аль-Амгар. Змінивши своє берберські прізвисько «Амгар» на арабське «Шейх», він в 1548 році повів наступ на північ країни, прагнучи відібрати у Ваттасидів місто Фес. Його престиж в очах населення був настільки високий, що оволодіння північній етліцей виявилося для нього не складною справою. У 1549 році було здобуто Фес. З цього моменту Марокко опинилося під владою Саадитів.
Незабаром династія відчула на собі тиск Османської імперії. Остання зажадала від Саадитів визнати себе підданим султана і халіфа Сулеймана Пишного. Новий володар Марокко, вважаючи себе нащадком пророка Мухаммеда, відмовився визнати османського падишаха своїм паном і згадувати його ім'я в п'ятничній молитві.
Мухаммед аль-Шейх прийняв титул амір аль-му'умінін (володар правовірних), що зазвичай мали лише халіфи. У відповідь османи надали вигнаним Ваттасидам допомогу, з якою вони 1553 року вдерлися до Марокко з Алжиру і відновили свою владу в Фесі. Проте вже у 1554 році Мухаммед аш-Шейх повторно захопив північну столицю країни. Після цього було знищено марабутів та потужні суфійські загони. З цього часу влада Саадитів на тривалий час закріпилася скрізь у Марокко.

### Піднесення
Нащадки Мухаммеда аш-Шейха продовжили його антиосманський курс, оскільки падишахи вважалися основною загрозою для держави Саадитів. Було укладено військові та економічні угоди з Англією та Іспанією. Втім це викликало суфіїв та марабутів, що зберігали вплив в окремих районах Марокко. Уся ця боротьба викликало послаблення держави, чим скористалася Османська імперія, завдяки якої у 1576 році було повалено султана Мухаммеда аль-Мутаваккіля, який втік до Португалії. Новим султаном став Абд аль-Малік, що тривалий час мешкав у Стамбулі. Це спровокувала до наступу Португалії, яку частково підтримала Іспанія. Планувалося відновити аль-Мутаваккіля на троні в обмін на значні землі.
У вирішальній битві при Елькасер-Кебірі у 1578 році Саадити завдали європейцям та їх марокканським союзникам нищівної поразки. В битві загинули португальський король Себаштіан I, колишній султан Мухаммед аль-Мутаваккіль та султан Абд-аль-Малік. Новим володарем держави молодший брат останнього — Ахмад.
Взявши в полон 17 тисяч вояків, серед яких було сотні знатних європейців, він зібрав величезні викупи (від 1,5 до 2 т золотом), за що отримав прізвисько «аз-Захабі» (Золотий). Здобич дозволила йому забезпечити прихильність війська, а престиж переможця, успадкований від брата, змусив християнських королів ставитися з повагою до Марокко, яке з цих пір отримало в Європі назву Шаріфська імперія. Султан Ахмад став першим з Саадидів, кому вдалося наповнити скарбницю.
B 1590—1591 роках було здійснено похід, в результаті якого захоплено Сонгайську державу, розташованого в Західному Судані (нині території Малі, Нігеру, східної Мавританії)., в результаті перемоги було затверджено владу Саадитів над містами Уаллата, Томбукту, Дженні і Гао, взято під контроль верхня течія річки Нігеру. Це дало величезні прибутки від золотих і соляних копалень, продажу рабів. Марокканська скарбниця протягом ряду років отримувала колосальні обсяги данини. Ha середземноморської арені султан Ахмад підтримував дипломатичні зв'язки з османським Аалжиром, вів помірковану політику щодо Стамбула, стурбованого його могутністю, вміло інтригував разом з англійцями проти Іспанії та підпорядкованої нею Португалії. Після загибелі іспанської «Непереможної Армади» у британських берегів 1588 року султан навіть розробив проект спільного з Англією завоювання і розділу Іспанії з відродженням середньовічних традицій мусульманської Андалусії. Однак майже одночасна смерть королеви Єлизавети і Ахмеда у 1603 році поклали край цим планам.

### Занепад
Після смерті Ахмада державу фактично було розділено на дві частини між його синами. Незабаром почалася боротьба між ними. Починаючи з 1612 року Марракеш послабив, а потім і зовсім перервав зв'язок з військами і намісниками в Західному Судані. B результаті данину з колишньої Сонгаї перестала надходити, а марокканські загони на берегах Нігеру перетворилися в розбійницькі зграї, поступово змішалися з негритянським населенням. Водночас транссахарська торгівля змістилася до портів Алжиру і Тунісу, що завдало удару економіці Марокко.
Проте саме запекла боротьба у 1603—1627 роках за владу призвела до фактичного розпаду держави Саадитів. B першій половині XVII ст. країна являла собою строкату мозаїку удільних еміратів, вільних торгових портів, піратських республік, володінь племінних вождів і видних марабутів. Анархію і розвал державного механізму погіршували постійні звернення саадитських претендентів за допомогою то до османів, то до іспанців. Іспанські війська періодично окупували марокканські порти, прагнучи скоротити активність місцевих корсарів. Сприяли безладу мориски, вигнані з Іспанії в 1609—1614 роках. Вони розселилися на півночі і заході країни і створили в Рабаті олігархічну республіку. B 1626 році Фес, відбиваючись від берберських племен і розбійницьких банд, повністю вийшов з підпорядкування Саадидів.
У 1627 році Абд-аль-Малік II на деякий час зумів об'єднати значну частину колишніх володінь Саадитів, окрім міст Рабат, Сале, Тетуан, оаз Тафілалету (там отаборилися Алауїти), Уджду (захоплено османами). Втім з середини 1630-х років влада Саадитів обмежувалася Марракешем. Найбільше тут протримався Мухаммед еш-Шейх ес-Сегір. Але у 1659 році останній з Саадитів був повалений в результаті палацового заколоту. Династія і держава Саадитів припинило своє існування.

## Управління
Держава Саадитів являла собою слабкоцентралізовану державу. Деякі вчені навіть розглядають її як федерацію міст, гірських товариств, оаз і племінних територій, керовану султанським урядом (махзеном). Особливе значення для управління мала духовна влада султана-шаріфа, влада яких була необмежена.
Султани правили країною, об'їжджаючи її територію і зупиняючись в столицях, яких в історії було декілька. Існувало дві групи провінцій: «землі уряду» (біляд аль-махзен) — підлеглих султанові приатлантичних рівнин, населених арабськими племенами і безпосередньо керованих махзеном, і «землі левів» (біляд ac-сі6a') — напівавтономних важкодоступних областей в Рифі, по обидва боки Атлаських гір, на кордоні Сахари і на крайньому півдні атлантичного узбережжя, населених арабськими і берберськими племенами і керованих опосередковано. Якщо в біляд ал'-махзен визнавалася як духовна влада шаріфів, так. і їх світські права володарів, то населення біляд ас-сіба' вважало султана-халіфа своїм духовним вождем, але вкрай неохоче виплачувало на його користь податки й не бажало виставляти за його наказом військові загони. Тому мандрівний двір султана в супроводі озброєних загонів постійно здійснював походи-харка («прорив») провінціями країни, де він стягував податки, творив суд, здійснював кадрові призначення.

## Соціальний устрій
Привілейованою частиною були султани-шаріфи, члени їх родини, яка була досить великою. Значний статус мали імами. Місцеву знать представляли шейхи, шаріфи з інших кланів, а також суфії, які зрештою перемогли інших представників духовних мусульманських орденів. Головним елементом організації стали «військові племена» (гіш) — звільнені від данини і наділені землею поселенці, яких уряд часто перекидав з місця на місце. Чільне місце посідали торговці, що забезпечували чималий зиск держави, ремісники, які зосередилися переважно у містах Фес і Марракеш.

## Військо
Спочатку основу складали вершники, переважно на верблюдах, з часом з'явилася кіннота. Тривалий час їх набирали з усіх підвладних племен. піхоті віддавалося невелике значення. З 1549 року починають реформи в дусі османського війська: збільшується піхота, впроваджуються гарматні загони, перевага все більше віддається вогнепальній зброї. З 1550-х років завдяки реформі основну війська становлять ренегати (християни, що перейшли в іслам). Згодом починається застосування християн-найманців, які більш вправно володіли рушницями та гарматами.
За даними марокканського історика Абдельхаді Тазі, при Саадитах у військовому й дипломатичному листуванні марокканці починають використовувати якусь подобу цифрового коду. У марокканських дипломатичних архівах досі зберігаються зашифровані донесення посольства, спрямованого до Англії з метою домогтися підтримки Лондона в зусиллях марокканців, спрямованих на захист свого узбережжя.

## Економіка
На початку існування держави основу становили податки з вирощування і переробки цукрового очерету, продукцію з якого збували до Європи (насамперед Англії) та Азії. У 1548 році вперше впроваджено єдиний податок (на'іба), що заміщав всі місцеві та інші податки. 1555 року між Іспанією та Марокко було укладено низку торгових угод.
З 1560 року для зміцнення бюджету султан збільшено ставки податків, які стягувалися дуже енергійно. Значний зиск давала трансахарська торгівля, що йшла до портів Марокко. разом з тим найзначнішою статтею прибутку були загарбницькі війни, викупи європейців після поразок з Саадитами. Крім того, Саадити керували контрабандою зброї, отримували доходи від піратських дій.
У 1570—1590-х років султани перетворилися на лихварів, що надавали позики князям та королям, банкірським домам Європи. Хоча в 1580-х роках марокканський цукор різко впав в ціні через появу на світовому ринку бразильського цукру, торговельні зв'язки Марокко активно розвивалися. З 1590-х років левову частину з наповнення скарбниці становили золоті, соляні та інші копальні, торгівля рабами.

## Культура
Архітектура стала більш вишуканою, витонченою вже не тільки в декорі, але і в загальній формі будівель. З Європи запозичили використання мармурових колон, багато орнаментовану ліпнину стали широко використовувати не лише для оздоблення інтер'єрів, але і для зовнішнього оформлення. Прикрасою у усипальня Саадитів в Марракеші, а також палац Ель-Баді, що зберігся частково.

## Султани
- 1549—1557: Мухаммад аш-Шейх
- 1557—1574: Абдаллах аль-Галіб, син Мухаммада.
- 1574—1576 (1578): Мухаммад аль-Мутаваккіль, син Абдаллаха.
- 1576—1578: Абд аль-Малік I, син Мухаммада.
- 1578—1603: Ахмад аль-Мансур, син Мухаммада.
- Абу Фаріс Абдаллах (1603—1608)
- Мухаммад III (1603—1608 і 1610—1613)
- Зідан аль-Насір (1608—1627)
- Абу Марван Абд аль-Малік II (1627—1631)
- Аль-Валід ібн Зідан (1631—1636)
- Мухаммед IV (1636—1655)
- Ахмад II (1655—1659)